# マーガレット・エイヴリー
マーガレット・エイヴリー（Margaret Avery,  1944年1月22日 - ）は、アメリカ合衆国の女優である。

## 来歴
1944年、オクラホマ州に生まれる。その後、サンディエゴへ移り住み、高校を卒業した後にサンフランシスコ州立大学へ進学して芸術を学んだ。その後、女優としてのキャリアを舞台でスタートさせ、様々な演目へ出演。1973年に出演したミュージカル舞台『Does a Tiger Wear a Necktie?』の演技が評価され、Los Angeles Drama Critics Circle Awardにもノミネートされている。また1972年に、まだ若手だったスティーヴン・スピルバーグが監督したテレビ映画『恐怖の館』で映画デビューも果たす。
70年代はテレビや映画、舞台で順調にキャリアを構築していく。1985年に再びスピルバーグ作品の『カラーパープル』へ出演。小説が原作の本作で、ウーピー・ゴールドバーグ演じる主人公を温かく見守る黒人女性歌手を好演し、第58回アカデミー賞のアカデミー助演女優賞にノミネートされた。また、同作では歌声も披露しており、サウンドトラックにも彼女の歌った曲が収録された。

### 私生活
かつてRobert Gordyn Huntという男性と結婚しているが、後に離婚。二人の間に一人の子供がいる。

## 出演作品

### 映画
- 恐怖の館 Something Evil (1972)
- Cool Breeze (1972)
- デビルズ・トラップ/ 密室ホテル女子学生の恐怖 Terror House (1972)
- サイコパス The Psychopath (1972)
- ハーレム街の首領 Hell Up in Harlem (1973)
- ダーティハリー2 Magnum Force (1973)
- Louis Armstrong - Chicago Style (1976) ※テレビ映画
- Which Way Is Up? (1977)
- スコット・ジョプリン Scott Joplin (1977)
- The Fish That Saved Pittsburgh (1979)
- The Lathe of Heaven (1980) ※テレビ映画
- The Sky Is Gray (1980)
- カラーパープル The Color Purple (1985)
- ブルーベリーヒル Blueberry Hill (1989)
- Single Women Married Men (1989)
- Riverbend (1989)
- スーパーフライ The Return of Superfly (1990)
- ジャクソンズ/ アメリカン・ドリーム The Jacksons: An American Dream (1992)
- ナイトトラップ 戦慄の銃弾 Night Trap (1993)
- ライトニング・イン・ア・ボトル Lightning in a Bottle (1993)
- 悪い女 The Set Up (1995)
- ジャンクション White Man's Burden (1995)
- Wie stark muß eine Liebe sein (1998)
- Second to Die (2002)
- Exodus (2007)
- ミート・ザ・ジェンキンス Welcome Home, Roscoe Jenkins (2008)
- Meet the Browns (2008)

### テレビドラマ
- 鬼警部アイアンサイド Ironside (1973)
- 刑事コジャック Kojak (1974)
- ドクター・ウェルビー Marcus Welby, M.D. (1974)
- 追跡者ハリー・オー Harry O (1974 - 1976)
- Sanford and Son (1975)
- 事件記者コルチャック Kolchak: The Night Stalker (1975)
- A.E.S. Hudson Street (1977)
- Baby, I'm Back (1978)
- Dr.トラッパー サンフランシスコ病院物語 Trapper John, M.D. (1981)
- 超能力プリンス マシュー・スター The Powers of Matthew Star (1982)
- アメリカン・プレイハウス American Playhouse (1983)
- パトカーアダム30 T.J. Hooker (1984)
- ジェシカおばさんの事件簿 Murder, She Wrote (1985)
- 特捜刑事マイアミ・バイス Miami Vice (1987)
- 私立探偵スペンサー Spenser: For Hire (1987)
- おんぼろバスと8人の子供たち Bustin' Loose (1987)
- Rags to Riches (1987)
- クライム・ストーリー Crime Story (1988)
- ナイトウォッチ Knightwatch (1989)
- 冒険野郎マクガイバー MacGyver (1991)
- コスビー・ショー The Cosby Show (1992)
- Jack's Place (1992)
- 炎のテキサス・レンジャー Walker, Texas Ranger (1997)
- 10-8: Officers on Duty (2003)
- 犯罪捜査官ネイビーファイル JAG (2005)
- BONES Bones (2005)
- Single Ladies (2012)
- Being Mary Jane (2013 - 2015)

## 参照
1. 1 2  “Margaret Avery Biography”. 2014年6月28日閲覧。